# Franz Adolf Philipp
Franz Philipp (geboren 29. März 1914 in Wien, Österreich-Ungarn; gestorben 30. Mai 1970 in London) war ein australischer Kunsthistoriker.

## Leben
Franz Adolf Philipp war ein Sohn des Wiener Kaufmanns Edmund Philipp und der Karoline Selinko, die aus dem ungarischen Reichsteil stammte, sie wurde im Konzentrationslager Auschwitz ermordet. Er hatte zwei Brüder und eine Schwester, die alle das Bundesgymnasium Döbling besuchten. Philipp nahm 1933 das Studium der Kunstgeschichte an der Universität Wien auf und studierte unter anderem bei Julius von Schlosser und hörte auch beim Antisemiten Hans Sedlmayr. 1937 begann er mit der Arbeit an seiner Dissertation unter dem Titel Das manieristische Porträt in Oberitalien. Nach dem Anschluss Österreichs im März 1938 wurde Philipp am 15. November 1938 im Zuge der Novemberpogrome im Konzentrationslager Dachau inhaftiert. Nach seiner Entlassung konnte er im Juni 1939 nach England entkommen.
Philipp arbeitete in England als Landarbeiter in Yorkshire und wurde 1940 als Enemy Alien interniert und nach Australien verschifft. Dort war er in den Internierungslagern Hay, New South Wales, und in Tatura and Shepparton, Victoria, inhaftiert. In Hay erteilte er Unterricht in Kunstgeschichte für seine Mithäftlinge.
Philipp wurde nach seiner Freilassung im Februar 1942 Soldat der Australian Military Forces und war bei den Versorgern in Melbourne stationiert, er wurde im Februar 1946 entlassen und erhielt in dem Jahr die britische und nach 1949 die australische Staatsbürgerschaft.
Philipp konnte sich 1943 als Student an der University of Melbourne einschreiben und machte 1946 einen B.A. Hons. Er wurde danach Tutor bei Max Crawford. 1948 heiratete er die Lehrerin June Margaret Rowley (geboren 1926), sie hatten zwei Kinder. Philipp wurde 1950 Lecturer am Kunstinstitut der Universität, 1954 Senior Lecturer und 1964 Reader. 1955/56 war Philipp Fellow am Warburg Institute in London, 1963 erhielt er ein Reisestipendium der Carnegie Corporation für die USA.
Philipp lehrte die Kunst der Renaissance und forschte über den zeitgenössischen australischen Maler Arthur Boyd. Er veröffentlichte in den Zeitschriften Meanjin, Australian Historical Studies und im von der deutschen Emigrantin Ursula Hoff redigierten Art Bulletin der National Gallery of Victoria. Dort schrieb Hoff 1970 für Philipp einen Nachruf. 1964 gab er mit June Stewart eine Festschrift für Daryl Lindsay heraus.
Philipp hielt sich während eines Sabbaticals in London auf, als er 1970 an einem Herzinfarkt starb.

## Schriften (Auswahl)
- mit June Stewart: In honour of Daryl Lindsay. Essays and studies. OUP, Melbourne 1964
- An afterthought to Blake's Antaeus, in: Annual bulletin of the National Gallery of Victoria Melbourne, 7, 1965, S. 25
- Arthur Boyd. Thames & Hudson, London 1967